# Aleksandar Jovičić
Aleksandar Jovičić (Banja Luka, Bosnia, 18 de julio de 1995) es un futbolista bosnio que juega de centrocampista en el Kisvárda F. C. de la Nemzeti Bajnokság I.

## Selección nacional
El 2 de junio de 2021 debutó con la selección de Bosnia y Herzegovina en un amistoso ante Montenegro que finalizó en empate a cero.

## Clubes
| Club                      | País                 | Año       |
| ------------------------- | -------------------- | --------- |
| F. K. Rudar Prijedor      | Bosnia y Herzegovina | 2012-2016 |
| N. K. Slaven Belupo       | Croacia              | 2016-2018 |
| N. K. Istra 1961 (cedido) | Croacia              | 2018      |
| H. N. K. Gorica           | Croacia              | 2018-2023 |
| Kisvárda F. C.            | Hungría              | 2023-     |